# Ombra Films
Ombra Films és una productora de cinema amb seu a Barcelona impulsada per Jaume Collet-Serra. L'any 2011 signà un acord de finançament i distribució amb la companyia francesa StudioCanal.

## Llargmetratges
1. Retribution (en desenvolupament)
2. Feedback (2018) (en preproducció)
3. The Commuter (2018)
4. The Shallows (2016)
5. Curve (2015)
6. Eden (2015)
7. Extinction (2015)
8. Hooked Up (2013)
9. Mindscape (2013)